# シカゴ・セブン
シカゴ・セブン（Chicago Seven）とは、シカゴで開催された民主党全国大会において暴動を企てた容疑で起訴された7人の被告人、アビー・ホフマン、ジェリー・ルービン、トム・ヘイデン、レニー・デイビス、デビット・デリンジャー、ジョン・フロイネス、リー・ウェイナーに対してマスコミがつけた名称である。当初、裁判にはブラック・パンサー党のボビー・シールも召喚され、計8人であったが、ボビー・シールは早い段階から裁判から外されたため7人扱いされている。

## 経緯
大統領選挙を控えた、1968年8月、民主党全国大会がシカゴで開催された。当時ベトナム戦争に反対する活動が高まっており、何千もの人々がデモや集会を繰り返しおこなっていた。8月28日、グランドパークで行われた集会で、警察と暴徒化した群衆が衝突し双方に多数の負傷者を出した。その五ヶ月後に大陪審は8名のデモ参加者および8名の警官を起訴した。
1969年3月20日に大陪審によって起訴された8名の被告:
- アビー・ホフマン
- ジェリー・ルービン

- デービッド・デリンジャー
- トム・ヘイデン

- レニー・デイビス
- ジョン・フローイネス

- リー・ウィンナー
- ボビー・シール

弁護団は人権派弁護士として知られていたウィリアム・クンスラーとレナード・ワイングラスが務めた。裁判官はジュリアス・ホフマン、検察官はトム・フォランであった。裁判は1969年9月24日に始まり、10月9日には法廷の外のデモ隊が増加したため、州兵の出動が群衆整理のため要請された。
裁判開始後間もなく、ブラックパンサー党の活動家であったボビー・シールは法廷でホフマン裁判官に対し「ファシストの犬」「ブタ」「人種差別主義者」などと口撃を行った。裁判官はシールの拘束を命じ、法廷で猿轡が使用された。結局ホフマン裁判官はシールを裁判から切り離し、法廷侮辱罪で懲役四年を宣告した。
その後七人の被告がシカゴ・セブンと呼ばれるようになった。法廷で被告達、特にイッピーのホフマンとルービンは裁判を嘲った。法廷の様子は広く報道され、反体制活動家達の焦点となった。ホフマンとルービンは法衣を着て出廷したり、ホフマンは陪審でキスをしたりした。裁判は多くの反体制的な有名人（フォーク歌手アーロ・ガスリー、作家ノーマン・メイラー、ティモシー・レアリー、ジェシー・ジャクソン等を含む）が証言するため数ヶ月に渡って延長された。判決時にホフマンは、裁判官にLSDを試してみることを提案し、知り合いのフロリダのディーラーを紹介することを申し出た。
結局1970年2月18日に、7名の被告は全員共謀罪では無罪であると判決が下った。2名（フローイネスとウィンナー）は完全に無罪とされた。5名は暴動の示唆で有罪と判決された。5名は2月20日に各々5年の禁固刑と5,000ドルの罰金刑が命じられた。しかしながら有罪判決は全て上訴裁判所によって1972年11月21日に逆転された。逆転の理由は、被告側弁護団が文化的な偏りに関して陪審員に質問する許可を求めたことに対して裁判官が拒絶したことで、裁判官に偏りがあったと認められたことによる。司法省は再審を行わないことを決定した。裁判中に被告および弁護団の双方が法廷侮辱罪で有罪を宣告され、禁固刑を下されたがそれらも無罪とされた。法廷侮辱罪に関して他の裁判官の下で再度審判が行われたが。裁判官はデリンジャー、ルービン、ホフマンおよびカンスラーを有罪としたものの、被告に対して禁固刑あるいは罰金刑の判決を下さないことを決定した。

## メディア上での描写
ウィリアム・クンスラーとボビー・シールは、スパイク・リー監督の映画『マルコムX』（1992年）でも描かれている。
2020年、本事件をモデルにした映画『シカゴ7裁判』が製作され、Netflixにより劇場公開・配信された。映画は主にシカゴ・セブンに側に立ち、彼らと、その弁護士を不当な裁判に立ち向かうヒーローとして描き出している。